# Ogonie (sielsowiet Słobódka)
Ogonie (biał. Агоні; ros. Огони) – wieś na Białorusi, w obwodzie witebskim, w rejonie brasławskim, w sielsowiecie Słobódka.

## Historia
W czasach zaborów wieś w gminie Brasław, w powiecie nowoaleksandrowskim, w guberni wileńskiej Imperium Rosyjskiego.
W dwudziestoleciu międzywojennym wieś a następnie kolonia leżała w Polsce, w województwie nowogródzkim (od 1926 w województwie wileńskim), w powiecie brasławskim, w gminie Brasław.
Według Powszechnego Spisu Ludności z 1921 roku zamieszkiwało kolonię 92 osoby, wszystkie były wyznania rzymskokatolickiego. Jednocześnie 4 mieszkańców zadeklarowało polską przynależność narodową a 88 białoruską. Było tu 16 budynków mieszkalnych. W 1931 w 17 domach zamieszkiwało 81 osób.
Miejscowość należała do parafii rzymskokatolickiej w Brasławiu. Podlegała pod Sąd Grodzki w Brasławiu i Okręgowy w Wilnie; właściwy urząd pocztowy mieścił się w Brasławiu.